# Corynebacterium
Corynebacterium là 1 trực khuẩn thuộc họ corynebateriaceae, kích thước từ 2- 6 x 0,5 μm, gam (+); (G+C) từ 51- 65%, không sinh bào tử, không di động.
hiếu khí hay yếm khí tùy nghi; catalase (+)
tế bào đa hình dạng, dính vào nhau, có hình chữ v hay y
độc lực chủ yếu là diphtheriat toxin.